# Somebody Get Me a Doctor
Somebody Get Me a Doctor (Записан на издании — 必殺のハード・ラヴ) (с англ. — «Кто-нибудь, Вызовите Мне Врача») — сингл хард-рок группы Van Halen с альбома Van Halen II, вышедший только в Японии в августе 1979 года на лейбле Warner Bros.

## О сингле
Основной рифф для песни был написан уже к 1974 году, о чём свидетельствует домашняя запись. "Somebody Get Me a Doctor" была одной из первых песен Van Halen, которые были написаны вместе с "Runnin’ with the Devil", и она была включена в демо под названием Zero 1976 года, спродюсированную Джином Симмонсом из Kiss. Это был один из первых фаворитов их сценического шоу. Однако продюсер Тед Темплман не выбрал его для включения в их первый альбом. По словам Эдди Ван Халена, песня о том, чтобы "быть под кайфом, чувствовать себя хорошо, одевать и всё такое".
Песня была выпущена как сингл только в Японии. Автор Чак Клостерман поставил её на 23 место из 131 песен Van Halen, назвав её "чем-то близким к адреналиновому риффу Тони Айомми с соло Рэнди Роудса, застрявшим в глотке". "Rolling Stone" включил его в свой список из 20 Безумно великих песен Van Halen, известных только фанатам Хардкора, назвав его "громкой и свободной кульминацией Van Halen II "и похвалив вокал Дэвида Ли Рота, сказав, что он "редко визжал и кричал так обильно, как он делает это здесь, празднуя свою близкую кончину". Rolling Stone Australia включила песню "Somebody Get Me a Doctor" в число 20 лучших гитарных соло Эдди Ван Халена.
На издании записан, как 必殺のハード・ラヴ — Hard love — Жёсткая любовь, хотя должен называться Somebody Get Me a Doctor. Сторона Б, же, Women In Love, записана правильно (ウィメン・イン・ラヴ).
В демо-альбоме Zero, записаным с Джином Симмонсом эта песня стоит восьмой, а в Van Halen II является третьей. Также в Zero она была длительностью в 3:03, в отличие от нынешнего варианта в 2:52.

## Список композиций
| №  | Название                                        | Длительность |
| -- | ----------------------------------------------- | ------------ |
| 1. | «必殺のハード・ラヴ (Somebody Get Me a Doctor)» | 2:52         |

| №  | Название                               | Длительность |
| -- | -------------------------------------- | ------------ |
| 1. | «ウィメン・イン・ラヴ (Women In Love)» | 4:07         |

## Участники записи
- Алекс Ван Хален — ударные
- Эдди Ван Хален — электрогитара, бэк-вокал
- Майкл Энтони — бас-гитара, бэк-вокал
- Дэвид Ли Рот — вокал